# Joakim Lundqvist
Per Georg Joakim Lundqvist, född 11 februari 1967 i Mora församling i Kopparbergs län, mest känd som förstepastor för Livets Ord i Uppsala mellan 2013 och 2021 och ledare för Ny Generation (2002-2013). 
Lundqvist är uppvuxen i Svenska kyrkan där hans far Sture var präst med intresse för karismatik. När Lundqvists föräldrar startade den fristående församlingen Segerbaneret i Leksand 1986, blev Lundqvist ungdomspastor i församlingen. 1997 flyttade Lundqvist till Uppsala för att bli ungdomspastor i Livets Ord, vilket han förblev fram till 2002 då han tog den norska organisationen Ny Generation till Sverige. 2013 efterträdde Lundqvist Ulf Ekman som förstepastor på Livets Ord.
2020 tog Lundqvist tjästeledigt från sitt arbete som pastor för att flytta till USA. 2021 slutade han som huvudpastor för Livets Ord för att istället vara resande förkunnare baserad i USA och representera Livets Ord Internationellt. I november 2024 avsade han sig alla uppdrag inom Livets Ord. Sedan 2024 är Lundqvist vakanspastor i församlingen Gateway Church. Därutöver är han också äldstebroder i sin hemförsamling Bethany Church i Baton Rouge, Louisiana.
Joakim Lundqvist är sedan 1987 gift med Maria Lundqvist (ogift Lindgren, född 1964).